# 托馬斯·沙夫
托馬斯·沙夫（德語：Thomas Schaaf，1961年4月30日—）是一名德國足球教練以及已退役的足球運動員。他的職業生涯只效力過德甲球隊雲達不萊梅一支球隊，並且在退役後繼續留在雲達不萊梅服務。直到2013年離職為止，他總計為這支球隊奉獻超過40年。

## 職業生涯
沙夫出生於西德巴登-符腾堡州北部的曼海姆。他在1972年加入了德甲球隊雲達不萊梅的青年隊並在六年後成為職業球員。1979年4月18日，他首次代表雲達不萊梅在德甲聯賽中出賽。1979–80賽季，雲達不萊梅以倒數第二名的成績降入乙級。沙夫遂開始在主力流失的球隊中占據重要位置。隨後沙夫持續為雲達不來梅效力。這段期間，雲達不來梅共贏得兩次德國足球冠軍及兩次德國足協盃冠軍，並在1991–92賽季，贏得歐洲盃賽冠軍盃冠軍。1995年，他宣布退役。

## 執教生涯

### 雲達不萊梅
沙夫在退役前即開始執教雲達不萊梅的青年隊，並在退役後開始執教雲達不萊梅業餘隊。1998–99賽季末段，雲達不萊梅深陷保級泥沼。1999年5月10日，沙夫接替遭到解雇的成為雲達不萊梅的主教練。他在當個賽季的最後三場比賽中取得兩勝一負的戰績，成功保級。並在6月12日舉行的德國足協盃決賽中擊敗拜仁慕尼黑，贏得冠軍。2003–04賽季，他帶領雲達不萊梅奪得雙冠王，即同時贏得德國足球冠軍以及德國足協盃冠軍。他個人也獲選為德国足球年度最佳教练。2008–09賽季，他帶領球隊打進歐洲足總盃的決賽，可惜在決賽中敗給烏克蘭球隊頓涅茨克礦工。這場比賽的10天後，雲達不萊梅在德國足協盃決賽擊敗拜耳勒沃庫森，奪得隊史第六座，也是沙夫執教生涯的第三座德國足協盃冠軍。
2009年12月，沙夫與雲達不萊梅續約，但球隊戰績卻每況愈下。2013年5月15日，在確定以第14名的成績結束賽季之後，沙夫宣布卸下雲達不萊梅主教練的職務，結束他長達41年的綠白生涯。

### 法蘭克福
2014年5月21日，沙夫與法蘭克福簽下兩年合約，正式執教球隊。2014–15賽季，他帶隊得到聯賽第九名。2015年5月26日，他辭去法蘭克福主教練的職務。

### 漢諾威96
2015年12月28日，沙夫接手深陷降級區的漢諾威96。但此後球隊的戰績不見好轉，他帶隊11場比賽只取得一場勝利卻吃了十場敗仗。2016年4月3日，沙夫遭到漢諾威96解雇。這個賽季結束後，漢諾威96也慘遭降級。

### 执教数据
最後更新：2016年11月12日
| 俱乐部           | 自             | 至            | 成绩 | 成绩 | 成绩 | 成绩 | 成绩  | 成绩 |
| 俱乐部           | 自             | 至            | 场   | 胜   | 平   | 负   | 胜%   | 注   |
| ---------------- | -------------- | ------------- | ---- | ---- | ---- | ---- | ----- | ---- |
| 雲達不萊梅業餘隊 | 1995年7月1日   | 1999年5月9日  | 137  | 64   | 30   | 43   | 46.72 |      |
| 雲達不萊梅       | 1999年5月10日  | 2013年5月15日 | 645  | 308  | 138  | 199  | 47.75 |      |
| 法蘭克福         | 2014年5月21日  | 2015年5月26日 | 36   | 12   | 10   | 14   | 33.33 |      |
| 漢諾威96         | 2015年12月28日 | 2016年4月3日  | 11   | 1    | 0    | 10   | 09.09 |      |
| 总计             | 总计           | 总计          | 819  | 385  | 178  | 256  | 47.01 | —    |

## 榮譽

### 職業生涯榮譽
雲達不來梅
- 德國足球乙級聯賽冠軍：1980–81
- 德國足球甲級聯賽冠軍：1987–88、1992–93
- 德國超級盃冠軍：1988、1993、1994
- 德國足協盃冠軍：1990–91, 1993–94
- 歐洲盃賽冠軍盃冠軍：1991–92

### 執教生涯榮譽
雲達不來梅
- 德國足協盃冠軍：1998–99、2003–04、2008–09
- 德國足球甲級聯賽冠軍：2003–04
- 德國聯賽盃冠軍：2006

## 外部連結
- Fussballdaten.de：托馬斯·沙夫 （页面存档备份，存于） 之統計數據 （德文）
- transfermakt.de：托馬斯·沙夫 （页面存档备份，存于） 之統計數據 （德文）